# 아야 스미카
아야 스미카(Aya Sumika, 1980년 8월 22일 ~ )는 미국의 배우이다.

## 출연 작품
- 넘버스 시즌1 (2005)